# Crzy
Crzy (stilizzato come CRZY) è un singolo della cantante statunitense Kehlani, pubblicato il 14 luglio 2016 come primo estratto dal primo album in studio SweetSexySavage.

## Video musicale
Il videoclip del brano è stato diretto da Benny Boom e reso disponibile il 21 settembre 2016 sul profilo YouTube della cantante.

## Tracce
1. Crzy – 3:11 (Kehlani Parrish, Denisia "Blu June" Andrews, Brittany Chi Coney)

## Remix
Il 18 novembre 2016 è stato pubblicato ufficialmente un remix in collaborazione con il rapper statunitense A Boogie wit da Hoodie.

## Classifiche
| Classifica (2016) | Posizione massima |
| ----------------- | ----------------- |
| Stati Uniti       | 85                |